# マスターピース ゼータ・ガンダム
『マスターピース ゼータガンダム』は、ソフトバンククリエイティブが発行した模型書籍。2006年9月30日発売。
アニメ『機動戦士Ζガンダム』に登場するモビルスーツであるΖガンダムを題材にしており、宇宙世紀0106年にサイド6のコロニー群の1つである「リーア」で発行された書籍というコンセプトで製作されている。

## 概要
そもそもはガレージキットメーカー「studioRECKLESS」の小松原博之とグラフィックデザインやムービーディレクションなどを手がけるペッパーショップの古賀学の2人が、共同で小松原が製作した模型作品を使用した本を作りたいと思っていたところに、ソフトバンククリエイティブのスタッフが小松原にアポイントのメールを送ったことから本作が制作されている（ちなみにソフトバンク側も小松原の作品集を出したいと思っていたらしく、そのためにメールを送ったらしい）。
基本的には上記の様に宇宙世紀に発行された書籍という設定であるため、メインとなるモビルスーツは全て模型を使用しているのであるが、その画像などもあたかも現実に存在しているような撮影セットや撮影方法が取られており、その画像などに即した考察などの文章が組み合わされている。考察などは、高橋昌也、岡部いさく、氷川竜介などがサイド6に住んでいるライターという設定で書いている。
なお、本文中ではΖガンダムの量産機にあたるΖプラスに関しては一切直接的な言及はされていない。他のいわゆるΖ系バリエーションに関しても、リ・ガズィや本書で新規に作成されたもの以外には基本的に触れないというスタンス（あるいは後年のなんらかの理由で、ライター達がそれらの存在を知らないという設定）をとっている。これに関しては雑誌企画『ガンダム・センチネル』等の作品に関わる版権上の都合によるものと考えられるが、本書で設定されたストライク・ゼータやレストア機等のバリエーションは、裏設定としてその前後の背景にΖプラスが存在した事を暗に示す要素が意図的にちりばめられており（これに関しては小松原がHPにおいて言及している）、決してΖプラスそのものを否定するものではない。
メインと言うべきΖガンダムは柳瀬敬之がリファインデザインを担当し、小松原が原型を製作し、イベント限定で発売されたガレージキット及びそれを原型として作られたバンプレストのプライズ景品の完成品フィギュアを使用している。その他のモビルスーツはガンプラや作り起こしの作品を使用している。参加したモデラーは川口克己やレックレスと関わりが深いSyujyuや松村年信、柳生圭太や早川広志のほか、小松原が声を掛けたモデラーが参加している。
このマスターピースは企画継続を予定しており、2008年1月28日には本書で使用された模型作例を紹介した副読本『マスターピースロールアウト』が発売。この中には新規作例としてνガンダムやサザビー、ジェガンなどが収録されている。また、2009年3月24日には続編の『マスターピース ダブルゼータ・ガンダム』が発売された。

## スタッフ
企画構成
- 小松原博之
- 古賀学
- 佐藤元

執筆
- 高橋昌也
- 岡部いさく
- 氷川竜介
- 藤津亮太
- 二宮茂幸
- 小倉信也

撮影
- 鶴見祐輔

イラスト
- 柳瀬敬之
- 中北晃二
- フンボルト
- みなづきふたご

造型スタッフ
- 川口克己
- 二宮茂幸
- Syujyu
- 松村年信
- 柳生圭太
- 早川広志
- 小松原誠
- 石川誠

別冊執筆
- 楠見清
- 齋藤貴義
- 井上幸一
- 野田真外